# Hamburger Bank
La Hamburger Bank è stata il banco pubblico della Città libera di Amburgo dal 1619 al 1875.

## Fondazione
Dopo lunghe trattative fra il Senato cittadino e la borghesia di Amburgo, nel 1619, la Hamburger Bank fu fondata per deliberazione del Senato come banca di sconto, di giro e di credito, con depositi in argento, per servire alle esigenze dei commercianti della città.
Il modello era quello della Amsterdamsche Wisselbank, fondata nel 1609 per rafforzare la stabilità monetaria in tempi di insicurezza valutaria e per semplificare i trasferimenti monetari fra commercianti. 
Merchant Adventurers inglesi, sefarditi portoghesi e profughi religiosi olandesi, comunità all'epoca numerose ad Amburgo, conferirono alla Banca rilevanti capitali e competenze, cosicché si arrivò alla fondazione.

## Organizzazione
Il Banco era amministrato, senza compenso, da un collegio costituito da due Senatori, due amministratori delle opere pie (Oberalten), due tesorieri comunali (Kämmereibürger) e cinque cittadini che avessero un conto di deposito presso la Banca (Bancobürger). L'istituto aveva sede nel Municipio (Rathaus) della città.
Per aprire un conto presso il Banco, bisognava versare inizialmente un importo di almeno 400 marchi di Lubecca. Parallelamente, era proibito effettuare pagamenti fra privati mediante trasferimento di metalli preziosi, inoltre i bonifici e le operazioni di cambio sopra i 400 marchi potevano essere effettuate solo presso la Hamburger Bank.
Accanto alla Hamburger Bank e alle dipendenze della stessa fu fondato anche un banco dei pegni (Lehnbanco). Esso concedeva credito ai commercianti, e innanzitutto alla stessa Città Libera di Amburgo, dietro la consegna di un pegno.
Dipendevano dalla Hamburger Bank anche la zecca cittadina ed il magazzino generale delle granaglie.

## Il Marco di Banco
Il depositi venivano effettuati dai correntisti in diversi metalli e valute, ma venivano registrati nei libri contabili della Banca in "talleri di banco" e più tardi in "marchi di banco". Il marco di Banco era una moneta di conto, che non veniva coniata, ma esisteva solo nella contabilità del Banco.
Nel 1622 un Mark Banco corrispondeva a un peso di 8,66 grammi di argento. Poiché il valore del marco di Banco era considerato stabile, venne usato come valuta nel commercio all'ingrosso e nella stipulazione delle ipoteche; e anche i commercianti tenevano i loro registri in marchi di Banco. Inoltre il corso delle altre valute e delle merci veniva pubblicato regolarmente in marchi di Banco.
In seguito anche ad Amburgo venne coniato un marco come moneta metallica. Questo era chiamato per distinguerlo Courantmark, e il suo valore differiva da quello del marco di Banco.

## Crisi e soppressione
Il banco attraversò alcune serie crisi. Nel 1770 fu riformato con successo.
Durante l'occuapzione l'istituto fu saccheggiato. Nel 1813, le truppe napoleoniche, dopo aver espugnato Amburgo, s'impadronirono dei lingotti conservati dal banco, in pagamento dell'indennità di guerra imposta alla Città.
In seguito alla costituzione dell'Impero germanico e alla conseguente unificazione monetaria, nel 1875 la Hamburger Bank fu abolita come tale e i suoi beni e personali furono incorporati nella Reichsbank.